# Maiquetía
Maiquetía è una città del Venezuela, situata nello stato di Vargas e nel comune di Vargas, sulla costa del Mare dei Caraibi. Così come le altre città della zona, il 15 dicembre 1999 venne devastata da un'inondazione, ricordata come tragedia di Vargas.
Sorge in questa località l'Aeroporto Internazionale Simón Bolívar, il più importante di tutta la nazione, ed ha sede la Conviasa, compagnia di bandiera venezuelana ..